# Kosonj (gemeente)
Kosonj (Oekraïens: Косонь, Hongaars: Mezőkaszony) is een plaats en gemeente in Oekraïne gelegen in de oblast Transkarpatië in het rajon Berehove.
De gemeente bestaat naast de hoofdkern uit de volgende plaatsen:
| Naam                      | Naam        | Naam                            | Naam                         | Naam                  | Naam  |
| Oekraïens getranscribeerd | Oekraïens   | Russisch                        | Slowaaks                     | Hongaars              | Duits |
| ------------------------- | ----------- | ------------------------------- | ---------------------------- | --------------------- | ----- |
| Heten                     | Гетен       | Гетен (Geten)                   | Hetín, Heťen                 | Hetyen                | -     |
| Kasjtanovo                | Каштаново   | Каштановое (Kasjtanovoje)       | Veľký Dvor                   | Somitanya, Vadastanya | -     |
| Male Popovo               | Мале Попово | Малое Поповое (Maloje Popovoje) | Gašparov dvor                | Tiszatanya, Papitanya | -     |
| Popovo                    | Попово      | Попово                          | Popovo, Čonka-Papi           | Kispapi, Csonkapapi   | -     |
| Rafajnovo                 | Рафайново   | Рафайново                       | Rafajnovo, Rafajna Nové Selo | Rafajnaújfalu         | -     |
| Sapson                    | Запсонь     | Запсонь                         | Zapsoň                       | Zápszony              | -     |
| Sjom                      | Шом         | Шом                             | Šom                          | (Bereg-)Som           | -     |